# Haloragis uncatipila
Haloragis uncatipila är en slingeväxtart som beskrevs av Anthony Edward Orchard. Haloragis uncatipila ingår i släktet Haloragis och familjen slingeväxter. Inga underarter finns listade i Catalogue of Life.